# Adtranz
Adtranz (ABB Daimler-Benz Transportation GmbH) was een Duitse fabrikant van rollend materieel.

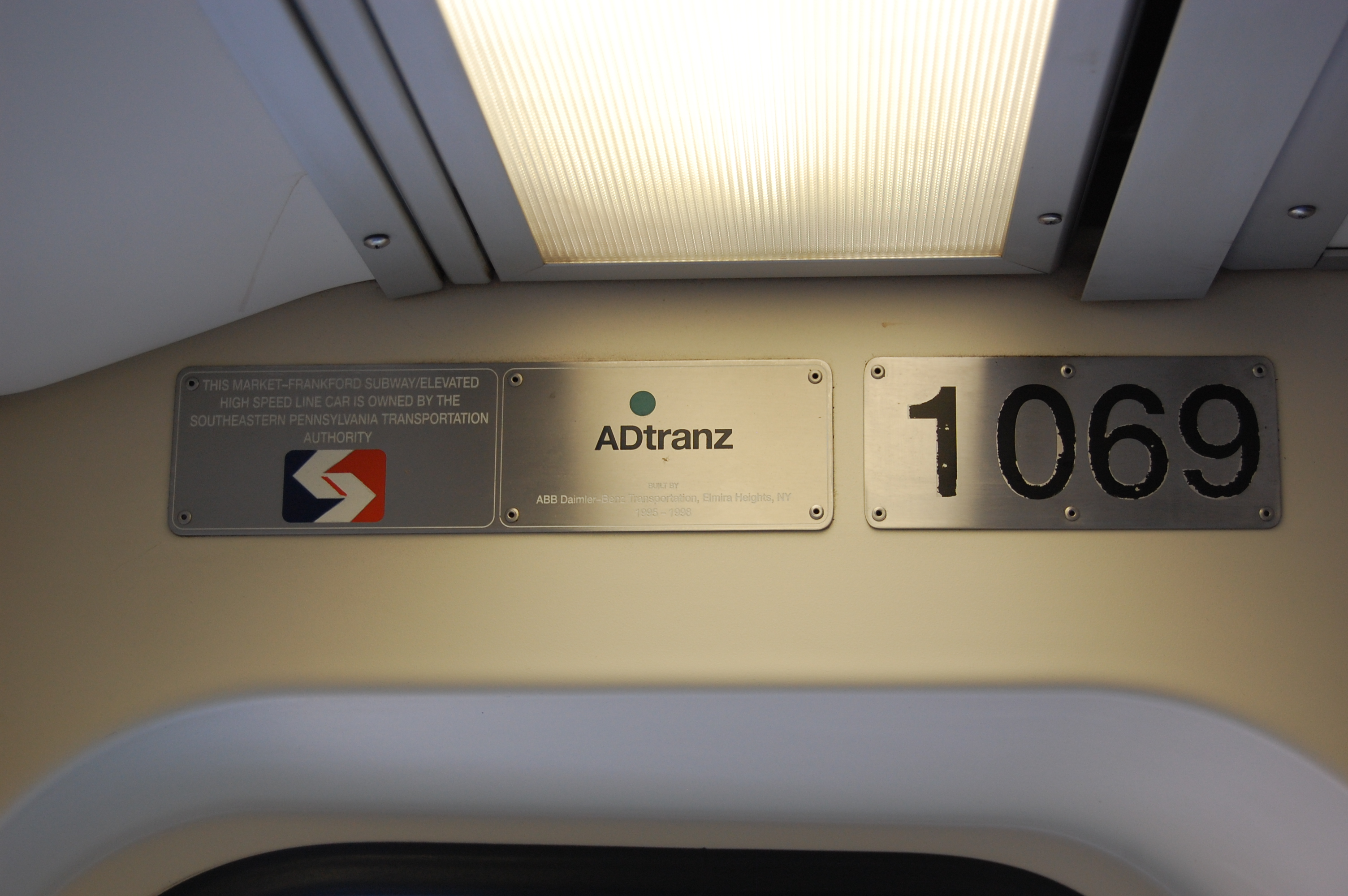
Adtranz-plaat in een rijtuig van de ondergrondse in Philadelphia

In 1995 ging de railafdeling van ABB (Asea Brown Boveri) en Daimler-Benz-dochter AEG Schienenfahrzeuge samenwerken onder de naam Adtranz. In het logo wordt de naam met een hoofdletter D gespeld: ADtranz. Op 1 januari 1996 ging het bedrijf van start met Daimler-Benz en ABB als gelijkwaardige aandeelhouders. In september 1997 nam het de Zwitserse branchegenoot Schindler over. In januari 1999 nam Daimler-Benz het belang van ABB over voor een bedrag van 472 miljoen dollar. Adtranz had ongeveer 23.000 mensen in dienst en behaalde in 1999 een omzet van 3,6 miljard euro.
Op 30 april 2001 werd Adtranz verkocht aan Bombardier voor 725 miljoen dollar, waardoor het Canadese concern de grootste producent van spooruitrusting ter wereld werd. Om te voorkomen dat de nieuwe onderneming een te groot marktaandeel in Europa zou krijgen, bepaalde de Europese Commissie dat Bombardier afstand moest doen van de Variobahn en Regio-Shuttle. Deze railvoertuigen worden sindsdien gefabriceerd door de Zwitserse fabrikant Stadler Rail.

## Producten
Een lijst van producten uit het verleden en het heden:
- E464 elektrische locomotief
- M4 rijtuigen voor de ondergrondse SEPTA, Southeastern Pennsylvania Transportation Authority, Market-Frankford Line, in Philadelphia
- R142 IRT, rijtuigen voor de ondergrondse in New York
- Adtranz-Swiss Locomotive and Machine Works, Lok 2000 locomotieven.
- Indian Railways,Chittaranjan Locomotive Works, WAP5, WAG9 locomotieven
- London Underground rollend materieel uit 1992, ook aangeduid als "British Rail Class 482"
- ICE hogesnelheidstrein in Duitsland
- Automatic Guideway Transit Systems
- Adtranz-CAF Series 6000 treinen
- Variotram
- Incentro tram
- GT8-100C/2SY tram
- Regio Swinger kantelbaktrein
- Regio-Shuttle in 2001 overgedaan aan Stadler Rail
- IC3 Flexliner treinstellen
- DE 2000 treinen
- de motorwagens type mABk (mDDM) van het Dubbeldeksaggloregiomaterieel, met De Dietrich
- Lok 109-1 locomotief
- Blue Tiger diesellocomotief in samenwerking met General Electric
- GT6N (GT6M-ZR) LRV met lage vloer
- GT6-70 LRV
- GT8-70 Gelede LRV
- C20 rijtuigen voor de ondergrondse in Stockholm
- Flexity Swift tram, ook gebruikt in Stockholm (A32) en in Keulen.
- Suburban Multiple Units en Interurban Multiple Units gebruikt in South East Queensland, Australië.
- Ankaray rollend materieel van de Ankara Metro
- Ampang Line elektrisch stel (EMU) voor snelspoor
- SOREFAME(later Adtranz Portugal)- Siemens EMU 2300 en 2400 Series, voorstedelijk net van Sintra Line
- Turbostar en Electrostar
- Norges Statsbaner BM 73 hogesnelheid elektrische stellen
- Norges Statsbaner El 18 locomotieven
- Flytoget BM 71 hogesnelheid elektrische stellen